# Gerhard Jüttemann
Gerhard Jüttemann (* 10. Oktober 1951 in Bischofferode) ist ein ehemaliger deutscher Politiker (PDS). Er war von 1994 bis 2002 Bundestagsabgeordneter.

## Leben
Jüttemann besuchte die Polytechnische Oberschule und machte anschließend eine Ausbildung zum Zerspanungsfacharbeiter. Von 1970 bis 1972 leistete er anschließend den Grundwehrdienst ab. Seit 1974 war er als Dreher unter Tage im Kaliwerk Bischofferode angestellt. Von der Arbeit wurde er 1991 freigestellt, als er stellvertretender Betriebsratsvorsitzender wurde. Im Februar 1994 wurde er Vorsitzender des Betriebsrates, allerdings nur bis November des gleichen Jahres, weil er dann Betriebsratsmitglied des Bergwerks Bischofferode wurde. Jüttemann ist Mitglied der Industriegewerkschaft Bergbau, Chemie, Energie.
Gerhard Jüttemann ist Vorsitzender des Thomas-Müntzer-Kalivereins Bischofferode, welcher das Bergbaumuseum Bischofferode betreibt.

## Politik
Bei den Bundestagswahlen 1994 und 1998 konnte Jüttemann über die PDS-Landesliste Thüringens in den deutschen Bundestag einziehen. Von 1994 bis 1998 war er ordentliches Mitglied des Ausschusses für Post und Telekommunikation und außerdem stellvertretendes Mitglied weiterer Ausschüsse, wie des Untersuchungsausschusses „Veruntreutes DDR-Vermögen“. In seiner zweiten Legislaturperiode war Jüttemann dann ordentliches Mitglied im Ausschuss für die Angelegenheiten der Neuen Länder.